# Minu Kjuder
Minu Kjuder, slovenska igralka, * 24. april 1942, Trst. 
Njeno pravo ime je Marija Kjuder. Zgodnje otroštvo je preživela na Krasu, osnovno šolo je obiskovala v Dobličah pri Črnomlju in Sežani.
Že kot osnovnošolka je bila prisiljena sama skrbeti ne le zase, ampak tudi za hudo bolno mater. Takrat je že vedela, da želi postati igralka, čeprav povojno vaško okolje umetnosti ni bilo naklonjeno. Na zahtevo sorodnikov, naj čim prej pride do poklica, je končala srednjo ekonomsko šolo v Kopru. V tistem času je dobila vzdevek Minu, ki se je drži še sedaj.
Takoj po maturi je opravila sprejemne izpite na takratni Akademiji za igralsko umetnost (danes AGRFT). Študij je zaključila leta 1964. Od 1964 do 1971 je bila članica SLG Celje, nato pa vse do upokojitve 1999 članica SNG Maribor. Skupno je odigrala okrog 120 gledaliških vlog.
Ima hčer in sina, živi pretežno v Gabrovici pri Komnu.

## Delo
Že v času študija je bil opažen njen talent. Kot študentka je odigrala nekaj vlogic v ljubljanski Drami. V tretjem letniku pa je z velikim uspehom nastopila kot Jing Tai (Bauer: Rdeče in modro v mavrici) v SLG Celje.
V Celju je takoj po končani akademiji tudi dobila stalni angažma. Med njene najvidnejše vloge v celjskem obdobju spadajo Nina (Cankar: Kralj na Betajnovi), Veronika (Novačan: Herman Celjski), Jessica (Sartre: Umazane roke), Judy (Ustinov: Komaj do srednjih vej), Veronika (Župančič: Veronika Deseniška).
Leta 1971 se je pridružila ansamblu SNG Maribor, kjer je bila naslednji dve desetletji ena od nosilk repertoarja. Najpomembnejše vloge so bile Nežka (Linhart: Ta veseli dan ali Matiček se ženi), Nastja (Gorki: Na dnu), Lulu (Kohout: Avgust, Avgust, Avgust), Sofija Aleksandrovna (Čehov: Striček Vanja), Micka (Kreft: Kranjski komedijanti), Kraljica (Shakespeare: Rihard II), Elektra (Sofokles: Elektra), Norec (Shakespeare: Kralj Lear), Sofija Pavlovna (Gribojedov: Gorje pametnemu), Ljudmila (Gorki: Vasa Železnova), Nell (Beckett: Konec igre), Kronarca (Jančar: Disident Arnož in njegovi), Ines (Sartre: Zaprta vrata), Irena (Ibsen: Ko se mrtvi prebudimo), Marjorie (Mastrosimone: Skrajnosti), Flora Van Huysen (Wilder: Ženitna mešetarka), Olga (Čehov: Tri sestre), Markiza de Merteuil (Laclos–Hampton: Nevarna razmerja), Marija (Möderndorfer: Help), Luiza (Frey: Kri in košute), Margareta (Büchner: Vojček). Največ pozornosti pa je izzvala njena Lepa Vida (Šeligo: Lepa Vida), za katero je prejela Borštnikovo nagrado, nagrado Prešernovega sklada in nagrado publike na Sterijinem pozorju v Novem Sadu. 
Zapela in zaplesala je v dveh kabaretih, Fleur de Marie (satirična poezija Ervina Fritza) in Erotičnem kabaretu Bertolta Brechta, ki sta na slovenskem odru v tej zvrsti orala ledino. Nekaj let je poučevala v Dramskem studiu SNG Maribor in bila mentorica nekaterim danes uveljavljenim mladim igralcem.
Gledaliških vlog ni nikoli izbirala. Njen profesionalni izziv je, da prav za vsak dodeljen ji lik najde v sebi tisto, s čimer lahko izdela vlogo, ali z drugimi besedami - oživi osebo, ki jo igra.
Filmske in TV ponudbe je iz osebnih razlogov vztrajno zavračala. Zaigrala je le v TV nadaljevankah Dekameron in Ščuke pa ni, ščuke pa ne (Helenca) - njen stavek »Samo ne nocoj, Franc, kdaj drugič!«, je skoraj ponarodel.
V 90. letih dvajsetega stoletja, ko se je na mariborskem odru uveljavilo spektakelsko gledališče, zanjo kot karakterno igralko v domači gledališki hiši skoraj ni bilo več dela. V tem času je v SSG Trst odigrala Dunjašo (Čehov: Češnjev vrt), Oskrbnika Johanssena (Verč: Samomor kitov) in Sue Bayliss (Miller: Vsi moji sinovi), ter snemala za slovenski program RAI.
Leta 1994 je s štirimi igralskimi kolegi iz Trsta ustanovila gledališko skupino Popotni komedijanti, ki je v naslednjih letih pripravila pet uprizoritev in z njimi gostovala med zamejskimi Slovenci v Italiji in Avstriji.
Po težki bolezni leta 1997 se je vrnila in na deskah mariborske Drame kot odlična Mary Cavan Tyron (O'Neill: Dolgega dne potovanje v noč) odigrala svojo zadnjo premiero pred upokojitvijo.
Tudi po upokojitvi leta 1999 je še igrala v SNG Maribor in SNG Nova Gorica, poleg tega veliko snema za Radio TSA in poučuje v Gledališki šoli Studio Art pri SSG Trst. Leta 2009 je prejela najvišje slovensko priznanje za igralsko ustvarjalnost, Borštnikov prstan.

## Nagrade
- 1979: Borštnikova nagrada
- 1980: nagrada Prešernovega sklada
- 1980: Sterijino pozorje, nagrada publike
- 1989 in 1994: Glazerjevi nagradi
- 2009: Borštnikov prstan